# 中田康子
中田 康子（、1933年〈昭和8年〉2月18日 - ）は、日本の元女優。宝塚歌劇団・日劇ダンシングチーム（NDT）出身。

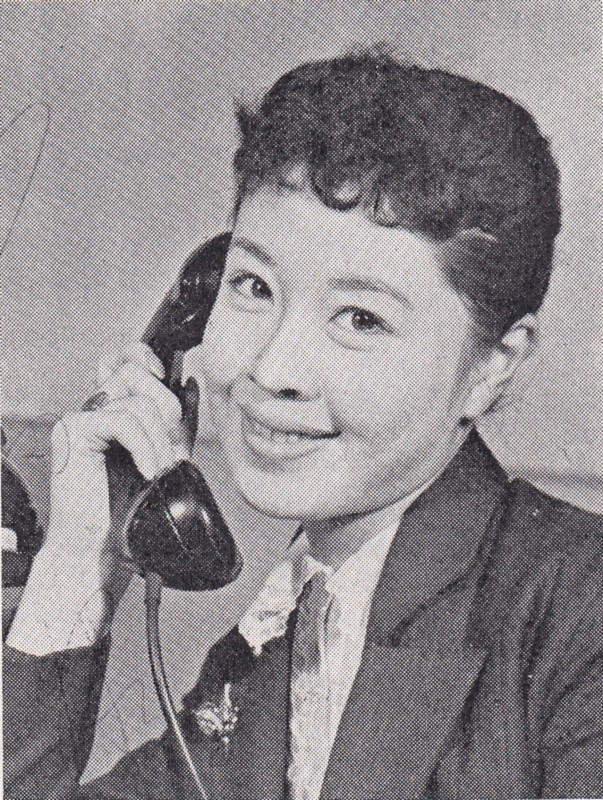
中田康子（1956年ごろ）

数多くの日本映画で脇役、端役をそつなくこなした。1964年のハリウッド調ミュージカル映画『アスファルト・ガール』では歌って踊る主役を演じる。

## 来歴・人物
1933年、長野県松本市に生まれ、1946年、松本高等家政女学校に入学。
1950年、宝塚音楽学校入学、翌1951年、宝塚歌劇団に入団。38期。入団時の成績は16番。星組公演『昔噺舌切雀/春のおどり』で初舞台を踏む。
宝塚時代の芸名は由狩 しのぶ（読み：ゆかり しのぶ。中田の両親が命名）。愛称マーミー、マミー。1952年に花組に配属される。娘役として活動。
1953年2月28日付で宝塚退団、最終出演公演の演目は花組公演『白蓮記』。日劇ダンシングチーム（NDT）に入団。
1955年、日劇を辞め、NHKのバラエティ番組やドラマに出るようになる。
1956年、映画監督の成瀬巳喜男からの誘いを受け、東宝と契約。多くの映画に出演。
1958年、東南アジア映画祭で大映の永田雅一社長と出会う。永田との関係は公私にわたり中田の芸能生活ひいては後年までの私生活に大いに影響を及ぼす。
1959年、大映に移籍。多くの映画に出演。
1964年、永田との別離を決断、これを機に大映退社・女優引退という形で表舞台を去る。
1971年、松本市に帰住し、国立病院へ就職。ここで医師をしていた男性と結婚・男児ひとりも授かるが嫁姑問題などにより離婚、愛息は中田が引き取り養育。
1973年、長野県内でジャズダンス・スタジオを開く。
1989年、熱海へ移住し、スタジオを当地に移し今に至る。

## 出演作品

### 映画
- のり平の三等亭主（1956年、東宝）
- 不良少年（1956年、東宝）
- 鬼火（1956年、東宝）
- はりきり社長（1956年、東宝）
- 新婚第一課（1956年、東宝）
- 恐怖の逃亡（1956年、東宝）
- 力道山 男の魂（1956年、東宝）
- へそくり社員とワンマン社長（東宝）
  - へそくり社員とワンマン社長 へそくり社員敢闘す（1956年）
  - へそくり社員とワンマン社長 ワンマン社長純情す（1956年）
- おかしな奴（1956年、東宝）
- 天上大風（1956年、東宝）
- おしどりの間（1956年、東宝）
- 空の大怪獣 ラドン（1956年、東宝） - 若い女[6]（アベックの女[2][4]）
- 歌う不夜城（1957年、東宝）
- 続御用聞き物語（1957年、東宝）
- 次郎長意外伝（東宝）
  - 次郎長意外伝 灰神楽の三太郎（1957年）
  - 次郎長意外伝 大暴れ三太郎笠（1957年）
  - 次郎長意外伝 大暴れ次郎長一家（1957年）
  - 次郎長意外伝  灰神楽木曽の火祭（1958年）
- 眠狂四郎無頼控（東宝）
  - 眠狂四郎無頼控 第二話 円月殺法（1957年）
  - 眠狂四郎無頼控 魔剣地獄（1958年）
- サザエさんシリーズ（東宝）
  - 続・サザエさん（1957年）
  - サザエさんの青春（1957年）
- 東京だョおッ母さん（1957年、東宝）
- 雪国（1957年、東宝）
- 憎いもの（1957年、東宝）
- 忘却の花びら 完結篇（1957年、東宝）
- 大番（東宝）
  - 続大番 風雲篇（1957年）
  - 大番 完結篇（1958年）
- 生きている小平次（1957年、東宝）
- 夕凪（1957年、東宝）
- 一本刀土俵入（1957年、東宝）
- 続サラリーマン出世太閤記（1957年、東宝）
- 遥かなる男（1957年、東宝）
- 社長三代記（1958年、東宝）
- 家内安全（1958年、東宝）
- 東京の休日（1958年、東宝）
- 弥次喜多道中記（1958年、東宝）
- 太鼓たゝいて笛吹いて（1958年、東宝）
- ちゃっきり金太（1958年、東宝）
- 続ちゃっきり金太（1958年、東宝）
- 奴が殺人者だ（1958年、東宝）
- ドジを踏むな（1958年、東宝）
- 女探偵物語 女性SOS（1958年、東宝）
- フランキーの僕は三人前（1958年、東宝）
- 裸の大将（1958年、東宝）
- 大江戸千両祭（1958年、東宝）
- 手錠をかけろ（1959年、東宝）
- 孫悟空（1959年、東宝） - アラクネ[2]
- 山田長政 王者の剣（1959年、大映京都）
- 四谷怪談（1959年、大映京都）
- 暴れん坊森の石松（1959年、東宝）
- 歌麿をめぐる五人の女（1959年、大映京都）
- 爆笑水戸黄門漫遊記（1959年、東宝）
- 関の弥太っぺ（1959年、大映京都）
- サラリーマン御意見帖 男の一大事（1960年、東宝）
- よさこい三度笠（1960年、大映京都）
- 怪談累が淵（1960年、大映京都）
- 熱い砂（1960年、大映東京）
- 元禄女大名（1960年、大映京都）
- 顔（1960年、大映東京）
- 第六の容疑者（1960年、東宝）
- 花くらべ狸道中（1961年、大映京都）
- 薔薇と竜（1961年、大映東京）
- お嬢さん（1961年、大映東京）
- 飛び出した女大名（1961年、大映京都）
- 怪談蚊喰鳥（1961年、大映）
- 悪名（1961年、大映）
- 新源氏物語（1961年、大映京都）
- 献身（1961年、大映東京）
- 家庭の事情（1962年、大映東京）
- 化身（1962年、大映東京）
- 誘拐（1962年、大映東京）
- 熱砂の月（1962年、大映東京）
- 男と女の世の中（1962年、大映東京）
- 定年退職（1963年、大映東京）
- 嘘（1963年、大映東京）
- 赤い水（1963年、大映東京）
- 視界ゼロの脱出（1963年、大映東京）
- 黒の駐車場（1963年、大映）
- アスファルト・ガール（1964年、大映）